# ネルソン・マンデラ
ネルソン・ホリシャシャ・マンデラ（コサ語: Nelson Rolihlahla Mandela、1918年7月18日 - 2013年12月5日）は、南アフリカ共和国の政治家、弁護士である。
南アフリカ共産党中央委員、アフリカ民族会議議長（第11代）、下院議員（1期）、大統領（第8代）を歴任。若くして反アパルトヘイト運動に身を投じ、1964年に国家反逆罪で終身刑の判決を受ける。27年間に及ぶ獄中生活の後、1990年に釈放される。翌1991年にアフリカ民族会議（ANC）の議長に就任。デクラーク大統領と共にアパルトヘイト撤廃に尽力しながら、1993年にノーベル平和賞を受賞。1994年、南アフリカ初の全人種が参加した普通選挙を経て大統領に就任。民族和解・協調政策を進め、経済政策として復興開発計画（RDP）を実施した。1999年に行われた総選挙を機に政治家を引退した。
賞歴としてネルー賞、ユネスコ平和賞、アフリカ賞、サハロフ賞、レーニン平和賞、ノーベル平和賞、国際検察官協会名誉章受章など。称号には名誉法学博士（早稲田大学）など。南アフリカ共和国での愛称はマディバ、タタ（父）。マディバとは彼の先祖が誰かを象徴する氏族名であり、部族社会の影響が残る南アフリカでは単なる愛称ではなく、尊称に近いものである。ミドルネームの「ホリシャシャ」（Rolihlahla IPA: [xolíɬaɬa]）は、コーサ語で「トラブルメーカー」を意味する。

## 来歴

### 生誕～反アパルトヘイトの闘士

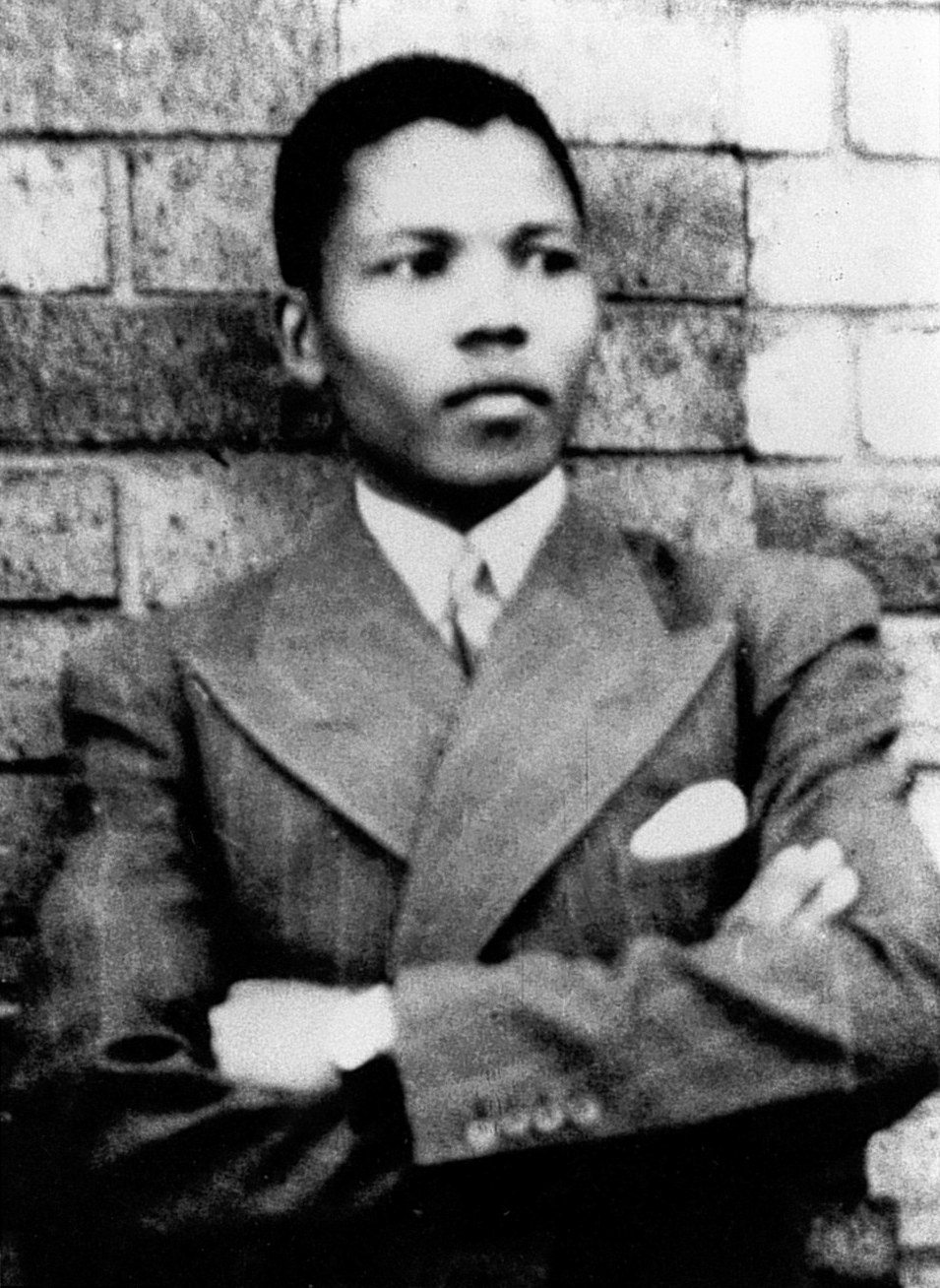
青年時代　1937年頃

1918年7月18日にトランスカイのウムタタ近郊クヌ村で、テンブ人の首長の子として生まれた。少年時代には、首長から部族社会の反英闘争の歴史や、部族の首長が持つべきリーダーシップや寛容の精神を聞いて育った。この時の経験が、彼の反アパルトヘイト運動を根底から支えた。メソジスト派のミッションスクールを卒業した後、フォートヘア大学で学ぶ。在学中の1940年には、学生ストライキを主導したとして退学処分を受ける。その後、南アフリカ大学の夜間の通信課程で学び1941年に学士号を取得した。さらに、ウィットワーテルスランド大学で法学を学び、学士号を取得した。1944年にアフリカ民族会議（ANC）に入党。その青年同盟を創設し青年同盟執行委員に就任して反アパルトヘイト運動への取り組みを始める。
1948年にダニエル・マラン率いる国民党が政権を獲得すると、新政権は急速にアパルトヘイト体制を構築していき、既に制限されていた黒人の権利はさらに制限されるようになった。このためANC内でも政府への強硬な対決姿勢を求める声が高まっていき、なかでも青年同盟の有力メンバーであるマンデラはその先頭に立っていた。1949年には穏健な旧指導部を追い落とし、青年同盟からマンデラ、ウォルター・シスル、オリバー・タンボが指導部メンバーに選出され、以降ANCは請願路線からストライキやデモなどを盛んに行って政府に圧力をかける戦術に転換した。1950年、ANC青年同盟議長に就任。アフリカ民族会議を構成する南アフリカ共産党にも密かに入党し、党中央委員を務めるようになる。1952年8月にはヨハネスブルグにてフォート・ヘア大学で出会ったオリバー・タンボと共に、黒人初の弁護士事務所を開業する。同年の12月にANC副議長就任。1955年6月25日及び26日には、ANCは他の政治団体とともに、ヨハネスブルク郊外のクリップタウンにおいて全人種の参加する人民会議を開催して自由憲章を採択し、自由民主主義を旗印とするようになった。こうした活動は南アフリカ政府ににらまれ、マンデラはじめ人民会議の主要な参加者たちは1956年に国家転覆罪で逮捕され裁判にかけられたが、無罪となった。
しかしこうした活動の中で、非暴力的手段の限界が叫ばれるようになり、ANC内でも武装闘争を支持する声が大きくなっていった。そして1960年にシャープビル虐殺事件が起きると、マンデラも武装闘争路線へと転換し、1961年11月、ウムコントゥ・ウェ・シズウェ（民族の槍）という軍事組織を作り最初の司令官になった。しかし、それらの活動などで1962年8月に逮捕される。また、1963年7月にはウォルター・シスルやゴバン・ムベキといったANC指導部がヨハネスブルク近郊のリヴォニアにおいて逮捕され、すでに獄中にあったマンデラもこの件で再逮捕された。

### 27年間の投獄

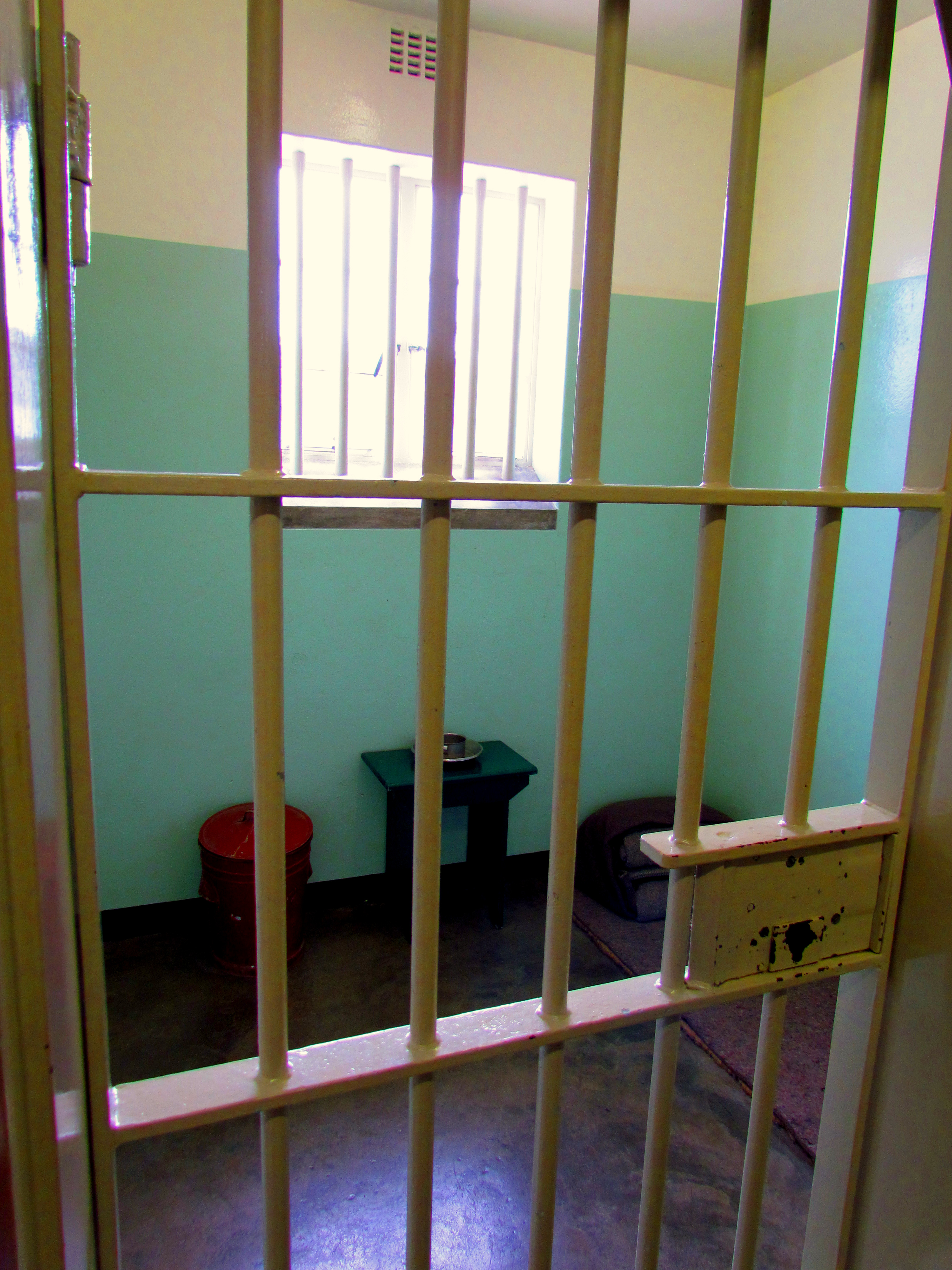
マンデラが収監されていたロベン島収容所

リヴォニア裁判と呼ばれるこの裁判で、1964年6月11日、マンデラには国家反逆罪で終身刑が言い渡され、ロベン島の刑務所に収監された。1969年5月には、イギリス人傭兵の有志が集まり、マンデラを救出する作戦が立てられたが、南アフリカ側への情報漏れで失敗に終わっている。刑務所への収監は27年にも及び、マンデラはこの時期に結核を始めとする呼吸器疾患になり、石灰石採掘場での重労働によって目を痛めた。収監中にも勉学を続け、1989年には南アフリカ大学の通信制課程を修了し、法学士号を取得した。また、アパルトヘイトの主要勢力であるアフリカーナーとの対話に備え、アフリカーンス語やラグビーの知識を身につけたのも獄中でのことだった。
次第にマンデラは黒人解放運動の象徴的な存在とみなされるようになり、国際社会から釈放が求められるようになっていった。1982年にはロベン島からポルスモア刑務所に移送され、ロベン島時代よりはやや環境が改善された。1988年にはビクター・フェルスター刑務所に再移送された。1989年にはピーター・ウィレム・ボータ大統領がケープタウンにマンデラを招き、会談を行った。1989年12月にも当時の大統領フレデリック・デクラークと会談しているが、この時はまだ獄中から釈放されることはなかった。

### 釈放と全人種選挙

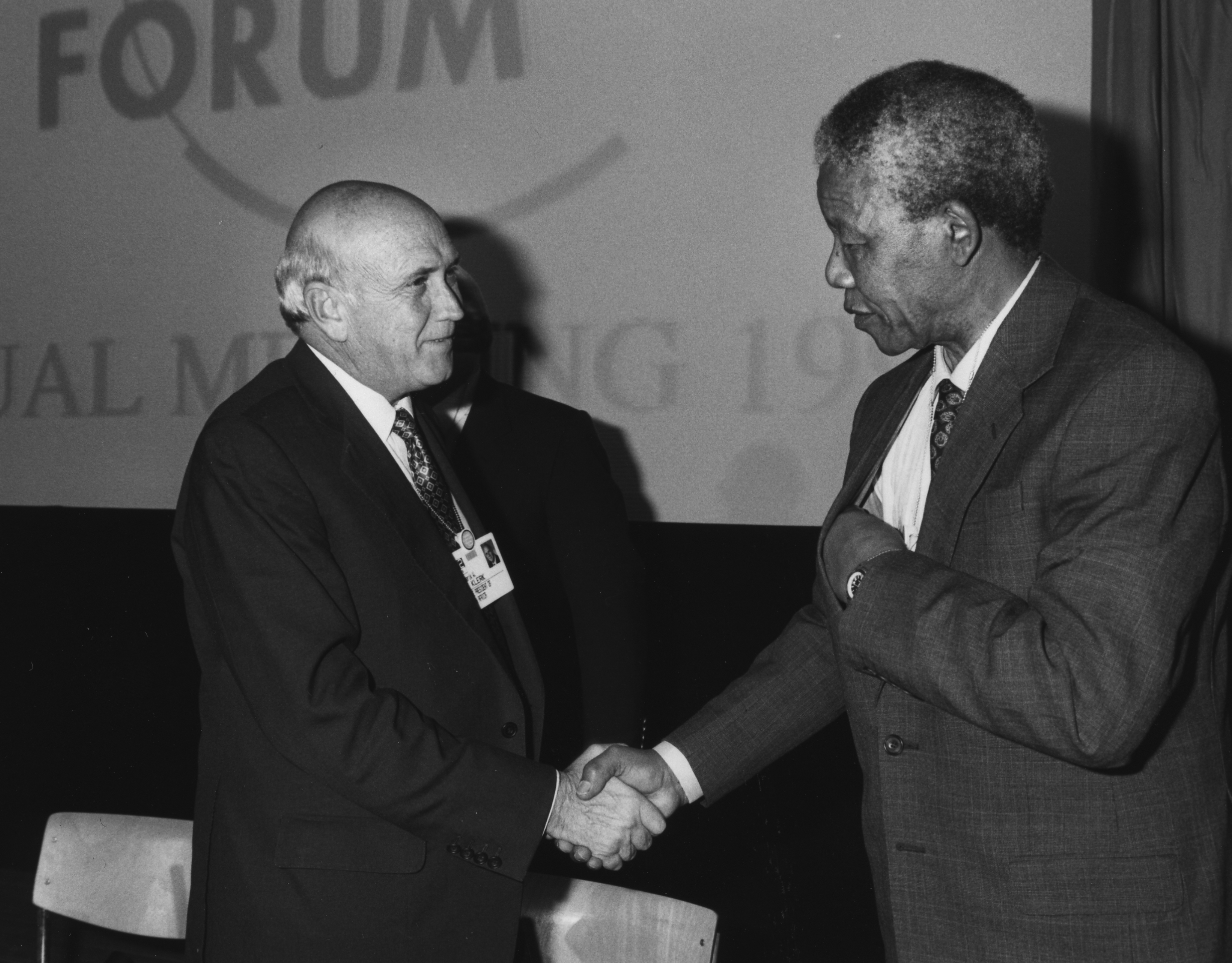
1992年、フレデリック・ウィレム・デクラーク南アフリカ共和国大統領と握手するネルソン・マンデラ次期大統領

1990年2月2日、デクラークはANCほか禁止されていた政治団体の活動許可とともにマンデラ釈放を約束し、1990年2月11日ついにマンデラは釈放される。釈放後の第一声はケープタウンの市役所のバルコニーで行われ、約10万人の聴衆が彼の釈放を祝った。釈放後、マンデラはANCの仮本部の置かれていたザンビアの首都ルサカに行き、病気療養中だった議長オリバー・タンボを代行する形でANC副議長に就任してアパルトヘイトの撤廃に向けて取り組むこととなった。また、アパルトヘイト撤廃に向けて理解を得るためにこの時期には外遊を精力的に行っており、1990年10月27日から11月1日までANC代表団を率いて訪日している。1990年5月には国民党政府との第一回会談がケープタウンで行われ、マンデラはANC代表として出席した。8月には第二回会談が行われ、マンデラは政治犯の釈放とアパルトヘイト諸制度の撤廃を新憲法制定のための前提として要求した。かわりに国民党からは政治暴力の停止要求が出された。全ての黒人を勢力基盤とするANCと、ナタール州に勢力を持ちズールー人を政治基盤とするインカタ自由党とは80年代後半から激しい武力抗争が続いていたが、マンデラ釈放後騒乱がさらに激しくなっていたためである。マンデラは抗争の中止を何度も呼び掛けたが、効果はなく抗争は悪化するばかりとなっていた。
一方、国民党は1991年6月にアパルトヘイトの根幹法である人口登録法、原住民土地法、集団地域法を廃止した。1991年7月には、長年議長を務めていたオリバー・タンボに代わり、マンデラがANC議長に選出された。1991年12月には、国民党とANCが国内のすべての政党に呼びかけ、保守党やアザニア解放機構などは不参加を決めたものの、残りの政党によって第一回民主南アフリカ会議（CODESA)が開催された。このCODESAにはマンデラは参加せず、党内の若手であるシリル・ラマポーザを代表として送り込み、与党・国民党党首のロエルフ・メイヤーや他党党首と折衝を重ねさせた。CODESAは第二回まで行われたものの、1992年6月にフェリーニヒング市近くのボイパトンでインカタによるANC支持者への虐殺事件があり、これによりマンデラは交渉から撤退することを表明して暗礁に乗り上げた。これはラマポーサの説得と国民党との交渉によって打開され、ANCは交渉に復帰。1993年3月には複数政党交渉フォーラムの名で再び交渉が始まった。交渉開始直後に、ANCの有力政治家でマンデラの後継とみなされていたクリス・ハニが暗殺され、南アフリカ全土に緊張が走ったが、このときマンデラは民衆に冷静になるよう求め、暴動の勃発と交渉の崩壊を防いでいる。1993年11月にはついに合意が成立し、まず暫定憲法が国会において採択され、1994年4月に全人種参加の制憲議会選挙を行い、選出された新議会において新憲法を作成することが定められた。1993年12月10日にはデクラークとともにノーベル平和賞を受賞した。
全人種選挙の実施が決定しても、ボプタツワナやクワズールーといったホームランド (バントゥースタン)の半分や、インカタ自由党や保守党といった一部政党は不参加を表明しており、各政党が私兵を用いて抗争を繰り返す状況は収まっていなかった。しかし、1994年3月10日にはボプタツワナで白人右翼およびボプタツワナ・ホームランド政府と民衆との衝突が起き、民衆側についたボプタツワナ国防軍に白人右翼が敗走。右翼の弱体化を痛感したコンスタンド・フィリューンは新党である自由戦線を結成して選挙参加を決断し、マンデラを訪問して協力を求め、マンデラはこれを快諾した。これによってクワズールーを除くホームランドと白人右翼が選挙参加を決定し、残るインカタ自由党およびクワズールーも、4月19日のマンデラ・デクラーク・インカタ自由党党首マンゴスツ・ブテレジの三者会談によってブテレジが選挙参加を承諾し、南アフリカの全勢力が選挙に参加することが決まった。

### 大統領時代・全民族融和の象徴

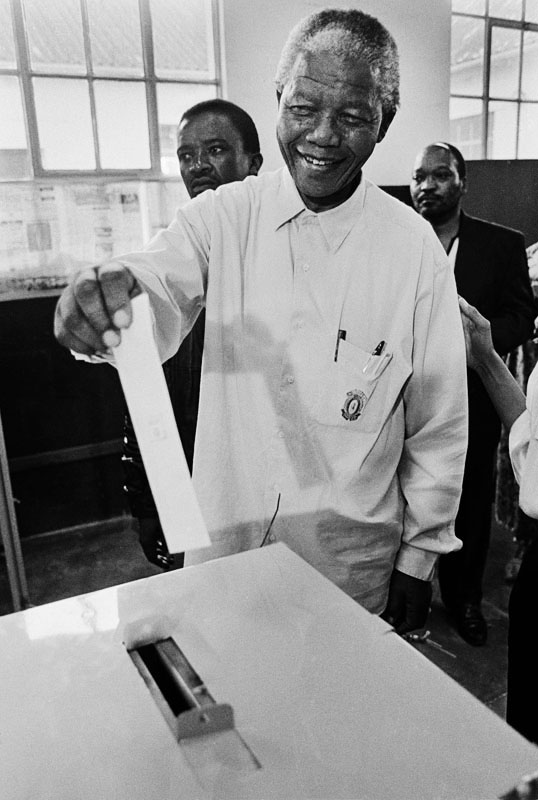
1994年、投票するマンデラ

1994年4月27日に南アフリカ史上初の全人種参加選挙が実施された。この選挙でANCは得票率62.65%、252議席を獲得して圧勝し、マンデラの大統領就任が確実になった。就任式ではヒンドゥー教、イスラム教、ユダヤ教、キリスト教の指導者が祈るなど全宗教の融和も図られた。5%以上の得票率を得た政党すべてに政権参加を義務付けるという暫定憲法の権力分与条項に基づき、ANCは国民党およびインカタ自由党と連立政権をたて、統一政府を樹立した。マンデラ政権は、副大統領にデクラーク（国民党）、内相にブテレジ（インカタ自由党）といった各党の有力政治家を据え、全27閣僚のうちANC18、国民党6、インカタ3という構成で、蔵相や工業相といった産業・経済的な部門に国民党閣僚を多く任命する一方、軍事や治安部門はANCで押さえるという構成になった。
マンデラ政権が最も心を砕いたのは、アパルトヘイト体制下での白人・黒人間、またインカタ派とANC派などといった対立をいかにして収め、全人種を融和させるかということであった。そこでそれまでの国旗に代わり、6つの原色に彩られた新国旗に象徴される「虹の国」を掲げ、新国歌を制定することを手始めに、様々な手を打っていった。

1995年には第三回ラグビーワールドカップが南アフリカで開催されるが、アパルトヘイト後初の自国開催の国際大会となるこの大会をマンデラは全力を挙げて支援した。ラグビー南アフリカ共和国代表（スプリングボクス）は当時ほとんどの選手がアフリカーナーで占められており、またラグビー自体が白人のスポーツとして黒人など他人種には不人気であったが、マンデラは開幕戦を直接観戦し、またスプリングボクスを国民融和の象徴として支援し続けた。そのこともあってかスプリングボクスは快進撃を続け、決勝戦で再びマンデラが観戦する中で初優勝を遂げた。なお、この大会の功績が評価され、死後の2015年にワールドラグビー殿堂に選出されている。

1996年にはデズモンド・ツツを委員長として真実和解委員会が設置され、アパルトヘイト時代の人権侵害について調査し公表した。マンデラ自身も意図的に自らが融和のシンボルとなるよう心がけており、こうした施策により、マンデラ政権は国民統合に関してはかなりの成果を上げることに成功した。
経済的にはアパルトヘイト時代に極度に広がった人種間の経済格差の是正、経済制裁下に起こった極度の経済不況からの回復、郊外の不衛生でインフラの整っていないタウンシップやホームランドに押し込められていた黒人の生活環境の向上が急務とされ、こうした問題を解決するためにマンデラ政権は復興開発計画（RDP）を公表した。これは黒人居住区のインフラ建設を柱にして積極的な公共投資を行い、非白人を中心に生活レベルの向上を狙ったものだった。この計画はさほどの効果を上げず、白人と非白人の経済レベルは開いたままとなった。経済は成長したものの、マンデラ政権は経済政策的には国民党政府末期からの新自由主義的な経済政策をそのまま引き継いでおり、このため経済成長は順調に進んだもののそれが貧困層に恩恵を与えることは少なかった。格差を縮めるべき時点で富の再分配でなく企業の成長を優先させたため、世界で最も高い所得格差は改善されることなくそのままとなった。一方で、隣国ジンバブエが行った白人所有の土地の強制収用といった過激な政策を行わなかったことで、南アフリカからの富の流出自体は回避し、南アフリカはBRICSの1つに数えられる高い経済成長を遂げることになる。
また、アパルトヘイト最末期に各党が抗争を繰り広げた際の武器は回収されないまま大量に市中に残っており、これを貧困層が手に入れたことで、治安が非常に悪化した。この治安悪化は黒人居住区におけるインフラ整備の失敗も原因の一つとなっていた。アパルトヘイト末期に居住制限は解除されたものの黒人居住区の住環境その他が改善されなかったため、黒人の貧困層が各都市の中心街に大挙して流れ込んだのである。とくにヨハネスブルクの中心部においてはあまりの治安の悪化に企業が北部郊外の高級住宅地であるサントンに脱出し、そこにあらたに経済中心を作り上げる事態となった。さらに経済的な移民に対しマンデラ政権が特に対処を取らなかったためモザンビークやジンバブエなどから移民が激増し、南アフリカの黒人との間に対立が生じるようになった。厚生政策では、増加が報告されていたエイズに対しまったく積極的な対処を行わず、このため南アフリカは世界でも有数のエイズ感染率を記録するようになった。外交では、マンデラの人望を利用してアフリカの紛争の調停などに積極的に動いたものの、成果を上げることは少なかった。
1996年10月11日には新憲法が制定され、1997年には施行された。この新憲法においては国内の有力言語11個を公用語に指定するなど、全人種・民族の融和を特に重視したものとなった。一方、この新憲法には強制連立の規定はなく、ANCの政権運営に不満を強めていた国民党は1996年に連立を離脱した。
マンデラは大統領就任時すでに76歳であり、就任当初から大統領職からは1期で退くだろうと推測されていた。マンデラの後継をめぐっては、アパルトヘイト時代の亡命者を中心とする国際派、および国内で解放運動を行っていた急進派がターボ・ムベキ副大統領を、国民党政府と解放交渉を行っていた実務派はシリル・ラマポーサ国会議長を押して党内に対立が起きていたが、マンデラは1997年12月のANC党大会にてムベキを後継に指名し、議長の座を譲った。1999年6月14日、任期満了に伴い大統領職を退任、同時に政界からも引退した。

### 引退後
2000年1月19日に国際連合安全保障理事会で初めて演説を行った。2001年7月に前立腺癌が見つかり、7週間の放射線治療を受けた。2005年1月7日に前妻・ウィニーとの子供マカト・マンデラがエイズによる合併症で死亡した事を公表した。
2008年6月30日、正式にアメリカ合衆国政府により、テロリスト監視リストから名前が削除された。
引退後も人気は根強く、2005年にBBCが行った世界政府の大統領選挙と仮定した世論調査ではトップに選ばれている。2010年6月11日に行われたFIFAワールドカップ南アフリカ大会の開会式に出席する可能性が高いと親族が明らかにしていたが、前日にひ孫が交通事故で亡くなったことを受け、出席を断念。代わりにビデオメッセージを送った。閉会式には出席している。
この閉会式以降、公の場には姿を現さなかった。90歳を越えて高齢のため体に衰えが見え始めており、2012年12月8日に肺の感染症のためプレトリアの病院に入院した。2013年4月6日、症状が改善したため退院した。しかし、同年6月に再び体調が悪化し、感染症を再発して再入院となった。

### 死去

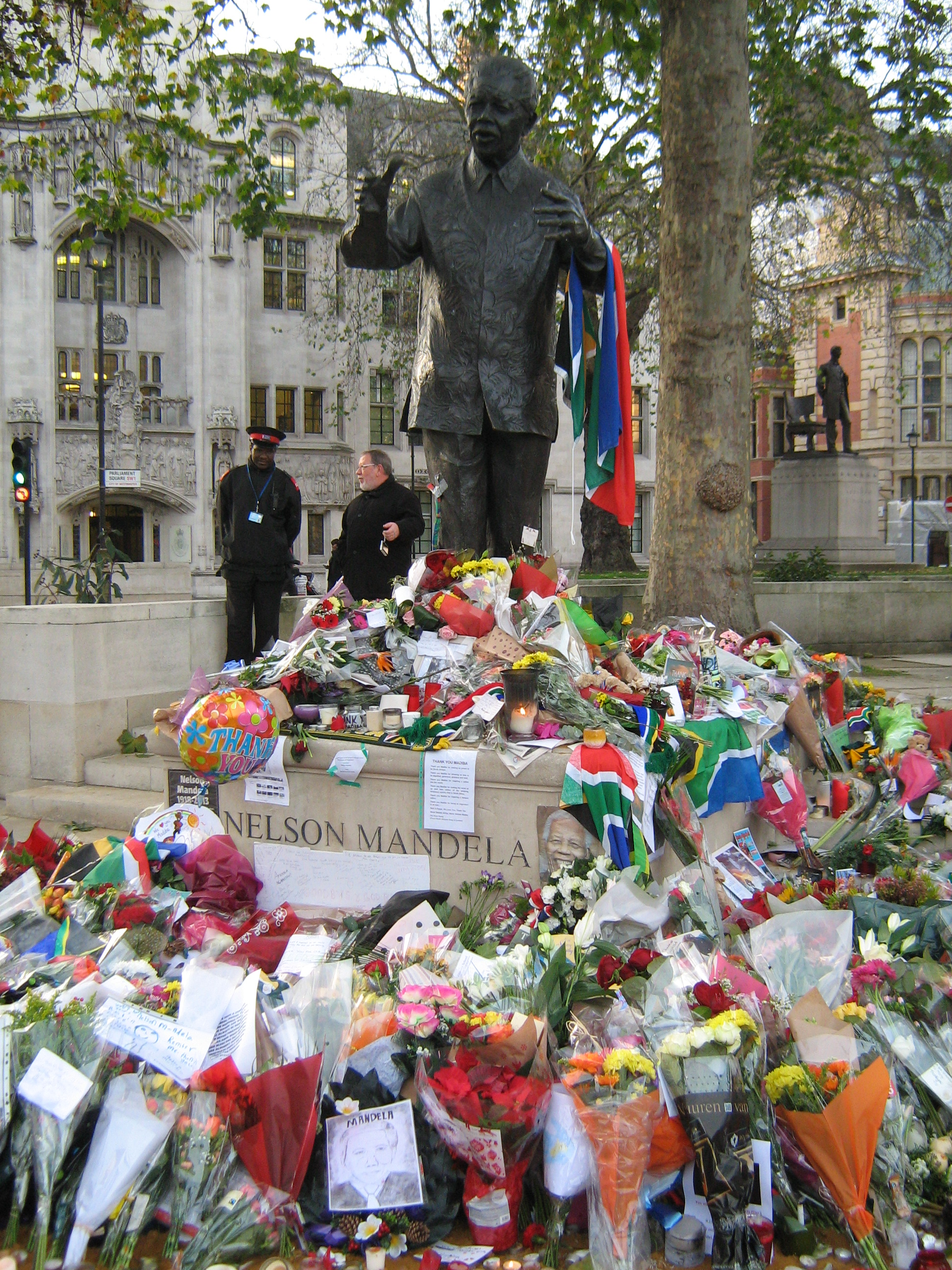
マンデラ像に手向けられた花束

2013年6月23日、南アフリカ大統領府はマンデラが危篤状態に陥ったと発表した。その後、容体は持ち直し7月18日に病室で95歳の誕生日を迎えた。娘のジンジは7月16日に、「ヘッドホンを着けてテレビを見ており、笑顔を見せた」という様子を語っている。マンデラの誕生日に合わせて、2013年7月18日に国際連合は本部で「ネルソン・マンデラ国際デー」の式典を開き、マンデラの功績を称えると共に回復を祈った。
2013年12月5日（日本時間6日未明）、ヨハネスブルグの自宅で死去。95歳没。
追悼式にはアメリカ3大ネットワークとCNN・BBCもそれぞれのアンカーマンを現地（ヨハネスブルグもしくはプレトリア）に派遣し、各国からも日本の皇太子徳仁親王、イギリスからはチャールズ皇太子とデーヴィッド・キャメロン首相、アメリカ合衆国よりバラク・オバマ大統領及びビル・クリントンやジミー・カーター元大統領、ブラジルのジルマ・ルセフ大統領、キューバのラウル・カストロ国家評議会議長など各国の国家元首もしくはそれに準ずる人物が出席し、追悼式典のVIP席でバラク・オバマとラウル・カストロが握手する、弔問外交となった。
マンデラは生まれ故郷のクヌにて埋葬されることとなり、12月15日に国葬が執り行われた。

## 人物
メソジスト教会で洗礼を受けたクリスチャンである。若き日の彼に大きな影響を与えたのは、テンブの人々の習慣とキリスト教のミッションスクールで受けた教育であった
。
結婚は3度している。1944年にエブリン・メイスと最初の結婚。1957年離婚。1958年、ウィニーと2度目の結婚。マンデラの収監中にウィニー夫人は獄外で政治活動を行った。しかし1992年4月13日、離婚の意思を表明し、4年後の1996年3月19日にウィニーとの離婚が成立。1998年7月18日にモザンビークの初代大統領で飛行機事故で亡くなったサモラ・マシェルの未亡人、グラサ・マシェル夫人と3度目の結婚。
政治的には、相手の政治的弱みを的確に見抜きながら、それを攻撃するのではなく受け入れやすい提案を行っていく政治スタイルをとり政敵からも信頼を得た。大統領就任後は国民統合の象徴として自らを位置づけたため、この傾向はさらに強まった。一方で、性格には激しいところがあり、フレデリック・デクラークとは犬猿の仲で何度か激しい不満を表明していて、1996年の国民党の連立解消の一因ともなった。政治信条は自由民主主義であり、経済政策では共産主義の影響を受けて解放時には鉱山などの国有化を主張していたものの、それが不可能であると悟ると政府の推す新自由主義政策を受け入れた。基本的には非暴力主義を唱えており、平和主義的な考えはたびたび表明していたが、ウムコントゥ・ウェ・シズウェの創設からもわかるとおり一時武装闘争路線に傾いており、解放後もしばらくは武装闘争路線を否定してはいなかった。

## リヴァプール
1994年の夏、親善試合の一環でイングランドの他チームと共に南アフリカに遠征中だったリヴァプールが、アストン・ヴィラとの試合に備えヨハネスブルグのスタジアムの控え室にいたところ、突然当時南アフリカ大統領に就任したばかりだったマンデラが訪問し、驚きのあまり絶句している監督のロイ・エバンスに向かってリヴァプールのシャツを求め、その後チーム一行と記念撮影をした。
80年代後半、軟禁状態であったマンデラはリクリエーションとして毎週土曜日にイングランドのサッカー中継を見る中でリヴァプールのファンになったという。
2年後の1996年、マンデラが南アフリカ大統領としてイギリスを訪問し、ロンドンのトラファルガー・スクエアで演説を行った際に、リヴァプールのサポーターがYou'll Never Walk Aloneを歌ったというエピソードがある。
マンデラが立役者となって開催された南アフリカでの2010 FIFAワールドカップ本大会で、地元アフリカからの代表として唯一準々決勝戦まで勝ち上がったガーナがウルグアイに敗れた試合後に、120分のPKを失敗したアサモア・ギャンが涙を流す姿を見て、「君たちはアフリカの誇りだ」とマンデラは賞賛した。その半年後にルイス・スアレスのリヴァプール移籍が決まった際、「ガーナのリヴァプールファンはどう思うだろう」、「マンデラから嫌われるかもしれない」とジョーク半分の会話が飛び交った。

## 記念

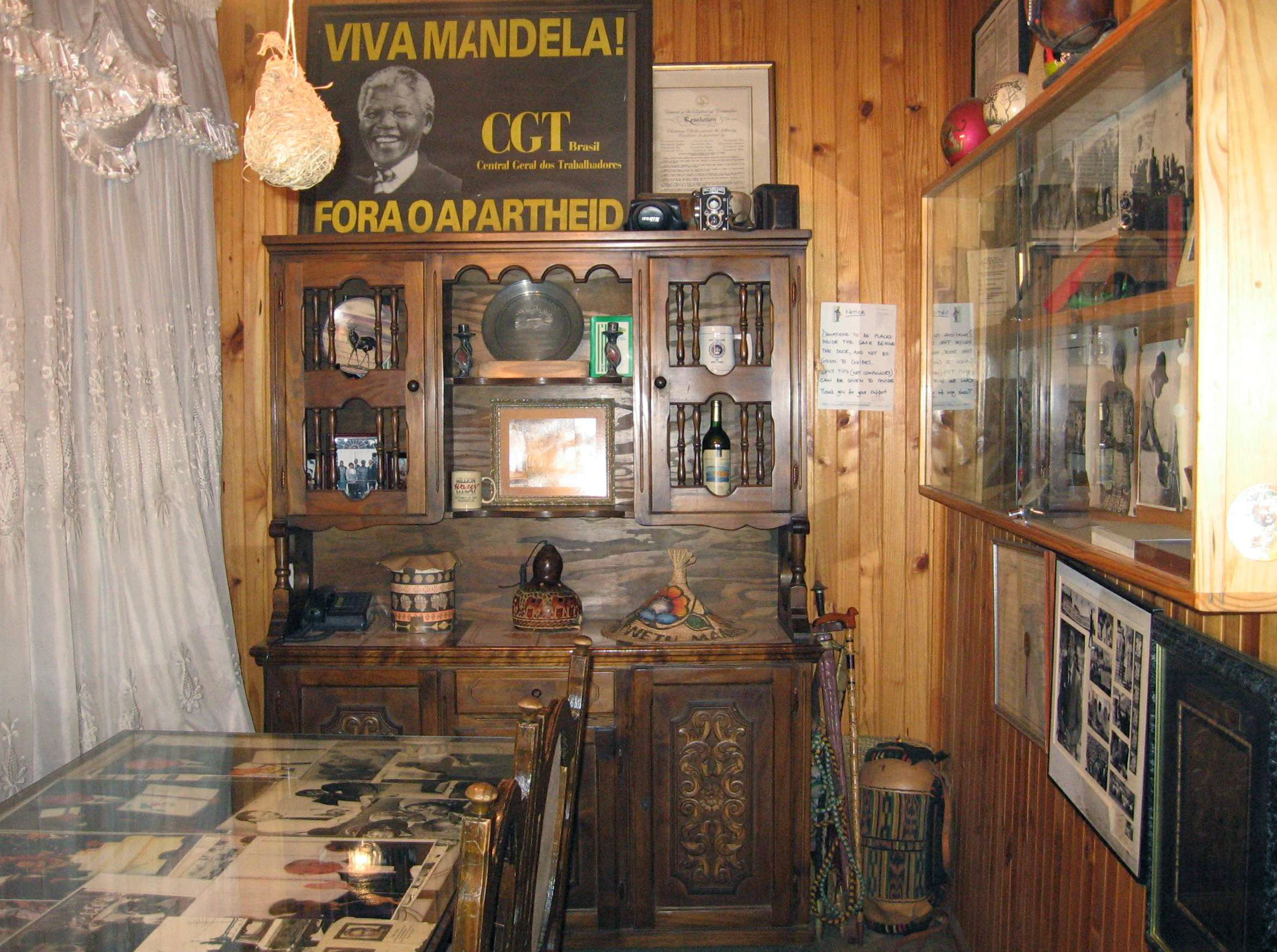
ソウェトのマンデラ博物館。青年期のマンデラの自宅

マンデラの生涯を記念して、マンデラの生まれたクヌ村に近いウムタタにネルソン・マンデラ博物館が設立されており、生地であるクヌ村にも分館がある。また、マンデラが青年期を過ごしたソウェトの自宅もマンデラ博物館となっている。
マンデラを記念し、多くの都市や通り、建物などにマンデラの名がつけられ、それは南アフリカ国内にとどまらなかった。南アフリカ国内においては、東ケープ州のポート・エリザベスを中心とする都市圏がネルソン・マンデラ・ベイ都市圏と命名され、またヨハネスブルク郊外のサントン地区にある大規模ショッピングセンターは2004年にサントン・スクエアからネルソン・マンデラ・スクエアに改称され、同時に全長6mのマンデラ像が建設されている。国外においても、2005年に開港したカーボベルデのハブ空港はネルソン・マンデラ国際空港と名付けられている。
2012年には、南アフリカ政府はマンデラの肖像画を描いた新しいランド紙幣を発行した。

### 世界遺産
2024年、以下の14か所が「人権、解放および和解：ネルソン・マンデラの関連遺産群」として世界遺産に登録された。
1. ユニオンビル
2. ウォルター・シスル広場（英語版）
3. シャープビル虐殺事件の現場：警察署
4. シャープビル記念園
5. シャープビル墓地A地区
6. シャープビル墓地B地区
7. リリースリーフ（英語版）
8. 1976年6月16日、西オーランド（英語版）の街道
9. 憲法の丘（英語版）
10. オーランヘ高等学校（英語版）
11. フォートヘア大学
12. フォートヘア大学：Z・K・マシューズハウス
13. ワーイフックウェスリアン教会
14. ムケケズウェニの偉大な場所

#### 登録基準
この世界遺産は世界遺産登録基準のうち、以下の条件を満たし、登録された（以下の基準は世界遺産センター公表の登録基準からの翻訳、引用である）。
- (6) 顕著で普遍的な意義を有する出来事、現存する伝統、思想、信仰または芸術的、文学的作品と直接にまたは明白に関連するもの（この基準は他の基準と組み合わせて用いるのが望ましいと世界遺産委員会は考えている）。

## 交友関係

### マイケル・ジャクソンとの交友
マイケル・ジャクソンとは家族同然の付き合いがあり、自他共に認める親友だった。マイケルが亡くなった際マンデラは、
と追悼のコメントを残した。

## 映画
- 『マルコムX』（1993年）
  - ラストシーンに本人が友情出演し、マルコムXの最も有名な演説「我々は宣言する。今、この日、この瞬間、我々は人間存在を取り戻す。いかなる手段を使っても！」を教室の小学生たちに教える。
- 『マンデラの名もなき看守』（2007年）
  - 監獄に入れられたマンデラと看守の交流を描く。マンデラ役はデニス・ヘイスバート。
- 『インビクタス/負けざる者たち』（2009年）
  - 1995年に南アラグビーチームがワールドカップに優勝した話の映画化。マンデラ役はモーガン・フリーマン。
- 『マンデラ 自由への長い道』（2013年）
  - 自伝の映画化。マンデラ役はイドリス・エルバ。